# 2017年のスウェーデン
2017年のスウェーデン （2017ねんのスウェーデン）では、2017年のスウェーデンに関する出来事について記述する。

## 国王等
- 国王
  - ベルナドッテ王朝第7代: カール16世グスタフ （1973年9月15日 - ）
- 首相
  - 第43代: ステファン・ロベーン （社会民主労働党、2014年10月3日 - ）

## できごと

### 4月
- 4月7日 - ストックホルムトラックテロ事件。ストックホルムの繁華街でトラックが歩道に突入し、4人が死亡、15人が負傷した[1]。

## 死去
- 2月7日 - ハンス・ロスリング、医師・公衆衛生学者（1948年 -）